# OJ 287
OJ 287 – galaktyka aktywna z grupy lacertyd znajdująca się gwiazdozbiorze Raka.
Spośród innych lacertyd wyróżnia ją fakt niemal okresowej zmienności. W zakresie optycznym galaktyka ta wykazuje silne pojaśnienia z okresem około 11-12 lat. Ostatni rozbłysk miał miejsce we wrześniu 2007 roku. Chociaż silna zmienność jest typowa dla wszystkich aktywnych galaktyk, to zmienność ta w innych obiektach nie ma charakteru okresowego, a zatem własności OJ 287 są bardzo zagadkowe. Odkrycia dokonano badając zmienność tego obiektu na przestrzeni ponad 100 lat – galaktyka jest jedną z nielicznych, dla których istnieją historyczne pomiary jasności od roku 1891. Źródło świeci także w zakresie radiowym i rentgenowskim.
Proponowane wyjaśnienie to istnienie w jądrze galaktyki dwóch supermasywnych czarnych dziur. Jedna, o wyjątkowo dużej masie (ocenianej na 1,8 × 1010 mas Słońca), jest otoczona dyskiem akrecyjnym, co czyni ją ponad 6 razy bardziej masywną niż poprzedni największy znany obiekt tego typu. Druga czarna dziura, o znacznie mniejszej masie, obiega ją, przecinając dwukrotnie w czasie okresu orbitalnego dysk akrecyjny, co powoduje optyczny rozbłysk. Okres orbitalny układu dwóch czarnych dziur powinien ulegać skróceniu w wyniku emisji fal grawitacyjnych.